# Krystenjacite
Krystenjacite (bułg. Кръстеняците) – wieś w środkowej Bułgarii, w obwodzie Gabrowo, w gminie Trjawna. Wieś jest wyludniona.